# Вехтер, Беньямин Гершевич
Беньямин Гершевич Вехтер (23 августа 1939, Бухарест — 19 апреля 2017, Чикаго) — молдавский советский и американский физик и химик, биостатистик, доктор физико-математических наук (1975), профессор.

## Биография
С присоединением Бессарабии к СССР в 1940 году семья вернулась в Кишинёв. Окончил физико-математический факультет Кишинёвского университета в 1961 году. Кандидатскую диссертацию по теме «Эффекты электронно-колебательного взаимодействия в комплексах переходных металлов» защитил в 1965 году. Работал в лаборатории квантовой химии Института химии Академии наук Молдавской ССР в группе И. Б. Берсукера (главный научный сотрудник). Докторскую диссертацию по теме «Эффект Яна-Теллера в молекулах и кристаллах» защитил в 1975 году. С 1991 года — в США, преподавал в Северо-Западном университете, профессор Чикагского университета.
Основные труды в области электронно-колебательных взаимодействий в молекулах и кристаллах: выявил влияние вибронного взаимодействия на спектры магнитного резонанса и оптические спектры, построил теорию кооперативного эффекта Яна-Теллера в кристаллах. Среди учеников — Вильям Ашкинази. В последние годы занимался медицинской и биостатистикой.

## Семья
- Жена — кандидат химических наук София Марковна Бардин-Штейн, электрохимик; дочь электрохимика, доктора химических наук (1983) Марка Борисовича Бардин-Штейна (1917—1987), декана химического факультета Кишинёвского государственного университета, и скрипачки Хаи Яковлевны Талмацкой (в замужестве Бардин-Штейн, 1923—2011).
  - Сын — Илья Вехтер (род. 1969), американский физик, профессор Университета штата Луизиана, действительный член Американского физического общества (2015).

## Монографии
- Туннельные эффекты в многоатомных системах с электронным вырождением и псевдовырождением (совместно с И. Б. Берсукером и И. Я. Огурцовым). В серии «Успехи физических наук», том 116, выпуск 4. Москва: Наука, 1975.
- Michael D. Kaplan, Benjamin G. Vekhter. Cooperative Phenomena in Jahn—Teller Crystals. New York: Plenum Press, 1995; 2nd edition — New York: Springer, 2012. — 427 pp.[13]